# Бассі Вільям Андем
Бассі Вільям Андем (фр. Bassey William Andem, нар. 16 червня 1968, Дуала) — камерунський футболіст, що грав на позиції воротаря.
Виступав, зокрема, за клуб «Боавішта», а також національну збірну Камеруну.

## Клубна кар'єра
Андем народився у Дуалі. У дорослому футболі дебютував 1989 року виступами за команду з рідного міста, «Юніон Дуала» (в тому числі виступав на правах оренди у клубі «Олімпік» Мволіє), в якій провів два сезони. Після цього виїхав у Бразилію, де підписав контракт з «Крузейру» й боровся за місце в основному складі з Діда. Конкуренцію камерунець програв і протягом 3-ох сезонів зіграв лише 9 матчів. У складі «Крузейру» у 1996 році здобув кубок Бразилії. Потім перейшов до набагато скромнішого клубу «Баїя», у складі якого виступав два сезони.
Своєю грою за останню команду привернув увагу представників тренерського штабу клубу «Боавішта», до складу якого приєднався у січні 1998 року. У португальському чемпіонаті дебютував 21 серпня 1998 року у переможному (2:0) поєдинку проти «Віторії». Вільям відстояв матч «на нуль». Відіграв за клуб з Порту наступні десять сезонів своєї ігрової кар'єри. Протягом першого сезону у португальській команді був основним воротарем, зігравши 29 матчів. За підсумками того сезону «Боавішта» посіла друге місце у чемпіонаті, здобувши можливість зіграти у другому кваліфікаційному раунді Ліги чемпіонів. У сезоні 2000/01 років став переможцем чемпіонату Португалії. Старт у Лізі чемпіонів для гравців «Боавішти» можна вважати успішним. Команда вийшла з групи випередивши київське «Динамо» та дортмундську «Боруссію», але не «Ліверпуль». Через рік команда посіла друге місце у чемпіонаті, на цьому її успіхи завершилися. У «Боавішті» Вільяму довелося тривалий час конкурувати за місце основного воротаря з майбутнім гравцем «Спортінга» та національної збірної Португалії Рікарду. У сезоні 2001 року у чемпіонаті Португалії зіграв усього 6 матчів. Після того, як Рікарду залишив команду, Андем став її основним воротарем, проте уже в сезоні 2004/05 років «Боавішта» підписала Карлуша, який і витіснив камерунця з основи. Після того як ангольського воротаря було продано до «Стяуа», Андем знову став основним воротарем, після чого у 2-ох наступних сезонах зіграв 43 поєдинки у португальському чемпіонаті.
Завершив професійну ігрову кар'єру у клубі «Фейренсі» з Сегунда-Ліги, за команду якого виступав протягом 2007—2008 років. У тому сезоні він був лише другим воротарем команди. На момент завершення кар'єри гравця Андему виповнилося 40 років.

## Виступи за збірну
1990 року дебютував в офіційних матчах у складі національної збірної Камеруну. Протягом кар'єри у національній команді, яка тривала 9 років, провів у формі головної команди країни 52 матчі. Протягом цього часу був дублером основного воротаря камерунців, Жака Сонго'о.
У складі збірної був учасником Кубку африканських націй 1990 року в Алжирі, Кубку африканських націй 1992 року у Сенегалі (зіграв 3 матчі, але камерунська збірна посіла в групі останнє місце та вилетіла з турніру), Кубку африканських націй 1996 року у ПАР, чемпіонату світу 1998 року у Франції. На чемпіонаті світу не зіграв жодного матчу, в той час як Жак Сонго'о, основний воротар камерунців на турнірі, зіграв у всіх поєдинках.

## Клубна статистика
| Сезон   | Клуб             | Країна     | Прапорець  | Турнір             | Матчі |
| ------- | ---------------- | ---------- | ---------- | ------------------ | ----- |
| 1989    | Уніон (Дуала)    | Камерун    | Камерун    | Чемпіонат Камеруну | ?     |
| 1990    | Уніон (Дуала)    | Камерун    | Камерун    | Чемпіонат Камеруну | ?     |
| 1991    | Уніон (Дуала)    | Камерун    | Камерун    | Чемпіонат Камеруну | ?     |
| 1992    | Олімпік (Мволіє) | Камерун    | Камерун    | Чемпіонат Камеруну | ?     |
| 1993    | Олімпік (Мволіє) | Камерун    | Камерун    | Чемпіонат Камеруну | ?     |
| 1994    | Крузейру         | Бразилія   | Бразилія   | Серія A            | 1     |
| 1995    | Крузейру         | Бразилія   | Бразилія   | Серія A            | 5     |
| 1996    | Крузейру         | Бразилія   | Бразилія   | Серія A            | 3     |
| 1997    | Баїя             | Бразилія   | Бразилія   | Серія A            | 19    |
| 1998    | Баїя             | Бразилія   | Бразилія   | Серія A            | 0     |
| 1998/99 | Боавішта         | Португалія | Португалія | Прімейра-Ліга      | 29    |
| 1999/00 | Боавішта         | Португалія | Португалія | Прімейра-Ліга      | 27    |
| 2000/01 | Боавішта         | Португалія | Португалія | Прімейра-Ліга      | 7     |
| 2001/02 | Боавішта         | Португалія | Португалія | Прімейра-Ліга      | 7     |
| 2002/03 | Боавішта         | Португалія | Португалія | Прімейра-Ліга      | 0     |
| 2003/04 | Боавішта         | Португалія | Португалія | Прімейра-Ліга      | 32    |
| 2004/05 | Боавішта         | Португалія | Португалія | Прімейра-Ліга      | 7     |
| 2005/06 | Боавішта         | Португалія | Португалія | Прімейра-Ліга      | 21    |
| 2006/07 | Боавішта         | Португалія | Португалія | Прімейра-Ліга      | 22    |
| 2007/08 | Фейренсі         | Португалія | Португалія | Сегунда-Ліга       | 3     |

## Досягнення
- Кубок володарів Суперкубку Лібертадорес
  -  Володар (1): 1994 («Крузейру»)

- Прімейра-Ліга
  -  Чемпіон (1): 2000–01
  -  Срібний призер (2): 1997–98, 2001–02